# Шентвид-при-Заводню
Шентвид-при-Заводню (словен. Šentvid pri Zavodnju) — поселення в общині Шоштань, Савинський регіон, Словенія. Висота над рівнем моря: 987,6 м.